# Loisachbrücke Ohlstadt
Die Loisachbrücke Ohlstadt ist mit 1315 m die längste Brücke im Freistaat Bayern.
Das Bauwerk ist Teil der Bundesautobahn 95 und liegt in Oberbayern zwischen den Autobahnanschlüssen Murnau am Staffelsee und Eschenlohe. Es überspannt westlich von Ohlstadt in einer Höhe von maximal 9 m mit 40 Feldern das Tal der Loisach mit weiteren Bächen sowie die Staatsstraße 2562 nach Ohlstadt und die Bundesstraße 2 von München nach Garmisch-Partenkirchen.
Die Autobahntrasse hat im Bereich der Brücke am Widerlager Nord beginnend im Grundriss einen Radius von 1300 m, geht in Brückenmitte in eine Wendeklothoide (A=500) über, gefolgt von einem Kreisbogen mit einem Radius von 2000 m. Hergestellt wurde die Überführung mit zwei getrennten Überbauten für die beiden Richtungsfahrbahnen zwischen den Jahren 1970 und 1972. Ab April 2013 wurde die Brücke zwei Jahre lang saniert. Erneuert wurden die Fahrbahnbeläge, die Brückenlager und Schutzeinrichtungen.

## Gründung und Unterbauten
Aufgrund der geologischen Verhältnisse bei der Überquerung des Murnauer Mooses besitzen die Widerlager und Pfeiler eine Tiefgründung. Diese besteht aus insgesamt 1182 Ortbeton-Rammpfählen, die bei einem Durchmesser von zirka 50 cm in 13 m bis 22 m Tiefe auf Kiestragschichten gegründet sind.
Innerhalb eines Spundwandkastens wurden die Pfahlkopffundamente für die maximal 7 m hohen Pfeiler hergestellt. Die Pfeiler sind aus Stahlbeton und haben einen kreisförmigen Vollquerschnitt mit 1,2 m Durchmesser. In den Pfeilerachsen stehen im Regelfall vier Stützen, jeweils zwei für einen Überbau. Die Pfeiler neben der Hauptöffnung über die Loisach sind als Pfeilerscheiben ausgebildet.

## Überbauten
Die beiden nebeneinanderliegenden Überbauten der Spannbetonbrücke haben als Bauwerkssystem in Längsrichtung den Durchlaufträger und sind mit zwei Dehnfugen in drei unabhängige Abschnitte unterteilt. Festpunkte sind jeweils zwei Pfeiler in Abschnittsmitte. In Querrichtung sind die 15 m breiten Überbauten im Regelfall als zweistegige Plattenbalkenquerschnitte mit einer Konstruktionshöhe von 1,7 m ausgebildet, ohne Querträger in den Stützenachsen. Im Bereich der Loisach mit der Hauptspannweite von 71 m ist auf einer Länge von drei Brückenfeldern ein Hohlkastenquerschnitt mit veränderlicher Konstruktionshöhe von 1,7 m bis maximal 3,0 m über den Pfeilerscheiben angeordnet. Die Vorspannung besteht in Längsrichtung aus internen Spanngliedern.
Die Stützweiten betragen für den 40-feldrigen Brückenüberbau der Richtungsfahrbahn Garmisch 20 × 31,10 m + 70,96 m + 2 × 31,10 m + 2 × 41,47 m + 7 × 31,10 m + 44,27 m + 28,30 m + 6 × 31,10 m. Aufgrund der schiefwinkeligen Kreuzungen mit den Bächen und Straßen unterscheiden sich davon Spannweiten und Feldanzahl des zweiten Überbaus. Dieser hat 39 Felder und Stützweiten von 3 × 41,47 m + 17 × 31,10 m + 70,96 m + 2 × 41,47 m + 8 × 31,10 m + 22,80 m + 44,27 m + 6 × 31,10 m.

## Bauausführung
Die Überbauten mit Plattenbalkenquerschnitt wurden abschnittsweise, meist im Wochentakt, mit zwei Vorschubrüstungen hergestellt. Die Rüstungen waren bei den 31,10 m langen Feldern auf Stütztürmen, neben den Pfeilern gelagert. Bei den längeren Feldern stand bei dem einen Gerüst zusätzlich im Feld eine Hilfsstütze, das andere Gerüst hatte eine Hilfsabspannung über zwei 5 m hohe Hilfspylone. Die Überbauabschnitte mit Hohlkastenquerschnitt wurden in den Randfeldern auf Lehrgerüsten, im Hauptfeld über der Loisach im Freivorbau mit 5 m Abschnitten betoniert.